# Kjuėnechtjach
Il Kjuėnechtjach (in russo Кюэнехтях?; in lingua sacha: Күөнэхтээх) è un fiume della Russia siberiana settentrionale (Repubblica Autonoma della Jacuzia), tributario del mare della Siberia orientale. Scorre nei distretti Ust'-Janskij ulus e  Allaichovskij ulus.
Inizia in una pianura vicino alle sorgenti del Kjuėl'-Jurjach, dalla sorgente scorre verso nord in una valle con sponde ripide, quindi gira verso est e mantiene questa direzione fino alla sua foce. Nel medio corso riceve le acque di due grandi affluenti: Chabdžylach e Itykan. Nel corso inferiore scorre serpeggiando tra i laghi. È collegato da un canale con il fiume San-Jurjach.
Sfocia nella baia Omuljachskaja (mare della Siberia orientale) formando un estuario. La larghezza del fiume vicino alla foce è di 300 metri, la profondità è di 3 metri.
Come tutti i fiumi della zona, è ghiacciato in media dai primi di ottobre ai primi di giugno.